# 王猷 (萬曆戊戌進士)
王猷（？—？），号在吾，浙江慈谿人，明朝政治人物。

## 生平
萬曆二十五年（1597年）中丁酉科浙江乡试四十名举人。次年聯捷戊戌科進士。都察院觀政，初任福建漳浦县知县，三十六年補涞水县，三十八年擢南京刑部主事，四十年晉郎中，四十三年升惠州府知府，四十五年患病乞休。天啓二年（1622年）起補袁州府知府，五年考察去職。

## 家族
曾祖王閏。祖王岐。父王汝南，训导。